# Harrison Fisher
Harrison Fisher (27 iulie 1875, Brooklyn, New York, SUA - 1934) – unul din cei mai mari graficieini din Statele Unite ale Americii. Creatorul așa-numitelor „Fete Harrison".
Pe linie paternă provine dintr-o familie de pictori și graficieni. A publicat primele desene la vîrsta de numai 16 ani în San Francisco Call al cărui director artistic devnine curînd. Colaborează și cu San Francisco Examiner, unul din cele mai importante ziare din acea vreme.
În 1897 Fisher se transferă la New York City, și, după cîteva săptămîni, este numnit director artistic pentru Puck Magazine.
S-a impus în epocă datorită talentului său excepțional de a portretiza chipuri feinine ce, în timp, au reprezentat exemple de  independență și mîndrie.
Popularitatea sa a făcut ca, în anii '20, Europa Occidentală să devină una din principalele piețe de desfacere pentru lucrările artistului.
În România gravurile lui Harrison Fisher sînt extrem de rare, fiind cunoscute doar cîteva exemplare.

## Studii
- San Francisco Art Association (1890)
- Mark Hopkins Institute of Art (1890).

1. 1 2 3 4  Internet Speculative Fiction Database, accesat în 11 martie 2019
2. 1 2 3  Library of Congress Authorities, accesat în 11 martie 2019
3. 1 2 3 4  RKDartists, accesat în 11 martie 2019
4. 1 2  SNAC, accesat în 11 martie 2019
5. 1 2 3  Benezit Dictionary of Artists, accesat în 11 martie 2019
6. 1 2 3  „Harrison Fisher”, Gemeinsame Normdatei, accesat în 11 martie 2019
7. ↑  Répertoire des artistes et personnalités du musée d'Orsay, accesat în 11 martie 2019
8. ↑  Union List of Artist Names, accesat în 11 martie 2019
9. 1 2  Virtual International Authority File, accesat în 11 martie 2019
10. ↑  Autoritatea BnF, accesat în 11 martie 2019